# メチルマロニルCoA
メチルマロニルCoA（Methylmalonyl-CoA）は、メチオニンの代謝中間体の一つ。補酵素Aにメチルマロン酸が結合した形をしている。
プロピオニルCoAカルボキシラーゼ（EC 6.4.1.3）によってプロピオニルCoAから形成する。
補因子としてビタミンB12を必要とするメチルマロニルCoAムターゼ（EC 5.4.99.2）の酵素反応によってスクシニルCoAに変換される。この経路はクエン酸回路に入る補充反応の一つである。

## 関連疾患
ACSF3による代謝性疾患マロン酸およびメチルマロン酸尿合併症 (CMAMMA) では、メチルマロニルCoA合成酵素が減少し、毒性のあるメチルマロン酸をメチルマロニルCoAに変換してクレブスサイクルに供給します。その結果、メチルマロン酸が蓄積します。